# هاري جوليان فينك
هاري جوليان فينك (بالإنجليزية: Harry Julian Fink)‏ هو كاتب سيناريو أمريكي، ولد في 7 يوليو 1923 في نيويورك في الولايات المتحدة، وتوفي في 8 أغسطس 2001 في لاهويا في الولايات المتحدة.

## وصلات خارجية
- هاري جوليان فينك على موقع IMDb (الإنجليزية)
- هاري جوليان فينك على موقع ألو سيني (الفرنسية)
- هاري جوليان فينك على موقع أول موفي (الإنجليزية)
- هاري جوليان فينك على موقع قاعدة بيانات الأفلام السويدية (السويدية)
- هاري جوليان فينك على موقع قاعدة بيانات الفيلم (الإنجليزية)
- هاري جوليان فينك على موقع كينوبويسك (الروسية)